# Simboli delle Marche

## Bandiera delle Marche

La bandiera della Regione Marche

La bandiera delle Marche, come quella di molte altre regioni italiane, fece la sua prima apparizione il 4 novembre 1995 (giornata delle Forze Armate) quando il presidente della repubblica Oscar Luigi Scalfaro volle esibire in una sala del Quirinale le bandiere delle regioni italiane. In mancanza di una legge in proposito, la bandiera fu delineata inserendo lo stemma regionale (adottato con la L.R. 15 marzo 1980, n. 13) su uno sfondo bianco.

## Stemma delle Marche

Lo stemma della Regione Marche

Lo stemma delle Marche rappresenta un picchio verde stilizzato, che si sovrappone in parte alla lettera maiuscola M, di colore nero, in campo bianco delimitato da una striscia verde in forma di scudo spagnolo. È stato disegnato da Maurizio Catani e Gianni Veroli.

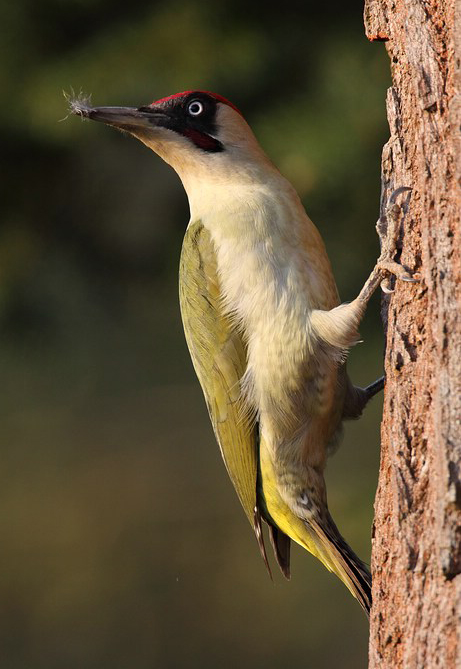
Il picchio verde, che secondo la tradizione letteraria greca e romana fu il totem legato all'origine dei Piceni

Il picchio è stato scelto in quanto esso era l'animale totemico dei Piceni, che nell'Età del ferro abitavano la maggior parte del territorio delle odierne Marche unificandone le culture, sino a quell'epoca diversificate. La rappresentatività dell'immagine è confermata dal fatto che i centri piceni erano diffusi in tutte le provincie delle Marche; ad esempio: Pesaro, Fano, Canavaccio di Urbino e Novilara nella provincia di Pesaro Urbino; Fabriano, Jesi, Ancona, Castelfidardo e Osimo nella Provincia di Ancona; Matelica, Tolentino, Cingoli, Montecassiano nella provincia di Macerata; Belmonte Piceno, Porto Sant'Elpidio, Fermo nella Provincia di Fermo; Offida, Ripatransone, Cupramarittima nella Provincia di Ascoli Piceno. 
Centri piceni erano presenti anche nell'Abruzzo settentrionale, ma il nucleo principale della cultura di questo popolo era nel territorio delle attuali Marche.
Si legge nella legge di adozione dello stemma:
La tradizione di cui parla la legge è quella greca e romana, di cui si riportano alcuni esempi:
(Strabone, Geografia, 5. 4. 2.)
(Sesto Pompeo Festo, De verborum significatu, 235 L.)
(Paolo Diacono, Historia Langobardorum, II, 19)

## Galleria d'immagini

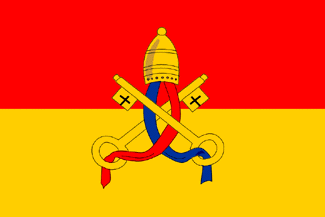
Bandiera della Marca Anconitana
Bandiera della Repubblica di Ancona
Bandiera della Repubblica Anconitana
Bandiera delle Marche proposta dalla Lega Nord[5]